# Орест Купранець
О́рест Купране́ць (хресне ім'я Фра́нко; 16 червня 1924, Дрогобич — 16 квітня 1988, Торонто) — український церковний діяч, священник УГКЦ в Канаді, василіянин, доктор філософії, педагог, письменник, історик церкви, довголітній редактор часопису «Світло».

## Життєпис
Франко Купранець народився 16 червня 1924 року в місті Дрогобич у сім'ї Карла Купранця і його дружини Анни з дому Петренко. Народну школу і гімназію закінчив у рідному місті. Під час Другої світової війни служив у дивізії СС «Галичина», був поранений. У 1946–1950 роках вивчав філософію у духовній семінарії у місті Гіршберґ (Німеччина) та богослов'я в Українській греко-католицькій духовній семінарії у місті Кулемборґ (Нідерланди), де 4 вересня 1949 року отримав ієрейські свячення з рук архиєпископа Івана Бучка. 5 січня 1951 року вступив до Василіянського Чину на новіціят у Мондері (Канада). На облечинах отримав чернече ім'я Орест. 4 вересня 1952 року склав перші тимчасові обіти, а вічні — 4 вересня 1955 року. Під час новіціяту був викладачем історії Української католицької церкви для василіянських новиків і студентів, а після складення вічних обітів, став парохом парафії Різдва Пресвятої Богородиці у селі Чипман, Альберта, де похований один з перших українських галицьких поселенців у Канаді Василь Єлиняк. Будучи парохом у Чипман, о. Купранець збудував пам'ятник на честь Василя Єлиняка і за це отримав визнання і відзначення від прем'єра Канади Луї Сен-Лорана та від лейтенант-губернатора провінції Альберта Джона Джеймса Боулена. У 1953–1957 роках був першим організатором і директором українського василіянського Музею й архіву в Мандері, за що прем'єр знову надгородив його окремою відзнакою.
Восени 1957 року о. Орест переїхав до Генерального дому оо. василіян у Римі, звідки відвідував Папський східний Інститут, де брав предмети з історії церкви, літургіки й сходознавства і в 1960 році здобув ліценціят з історії церкви. Належав до Біблійної комісії для перекладу Святого Письма на українську мову. Один рік працював над тезою з філософії в Українському вільному університеті в Мюнхені, де в 1959 році здобув ступінь доктора філософії за працю «Новітній підхід поляків до правослв'я» (захист 25 вересня 1959).
У 1960–1964 роках о. Орест Купранець був настоятелем і парохом Церкви святої Варвари у Відні. Організатор різних святкувань і молінь за успішне проведення Другого Ватиканського собору, в яких взяло участь близько 10 тисяч австрійської католицької молоді, за що був відзначений папою Іваном XXIII «Ювілейною медаллю Івана XXIII» та портретом із власноручним підписом папи. Під час побуту у Відні викладав східні богословські дисципліни у різних австрійських дієцезальних та чернечих семінаріях. Був здібним у вивченні іноземних мов — володів англійською, німецькою, польською, російською, італійською, трохи французькою і голландською, добре знав строслов'янську і латинську мови.
У листопаді 1964 року став редактором василіянського часопису «Світло», що виходив у Канаді. Співпрацював з часописами «Логос», «Записки ЧСВВ», «Українські Вісті», «Дайджест дес Остенс», «Вінер Кірхенблят», «Католік Прес» та іншими. Автор понад 600 статей, есе, оповідань та 7 книг. Співредактор запланованої Історії Української Церкви в Канаді. Редактором «Світла» був до останніх днів життя.
Помер 16 квітня 1988 року в Торонто. Похований на українському католицькому цвинтарі святих апостолів Петра і Павла в Мондері.

## Публікації
- «Топономастика Гванінуса з 1611 р.» (Вінніпеґ-Мондер 1954),
- «Виклятий гетьман Мазепа» (Торонто 1958),
- «Православна Церква в міжвоєнній Польщі 1919—1939» (Рим 1974),
- «Духовне вогнище на скитальщині» (Рим-Торонто 1975),
- «Походження назви Русь в Хроніці Олександра Ґванінуса з 1611 року» (Рим-Торонто 1977),
- «Катедра святого Йосафата в Едмонтоні» (Едмонтон 1979).